# 第二特别作战局 (缅甸陆军)
第二特别作战局，简称第二特战局，是隶属于缅甸陆军的指挥单位，主要负责掸邦和克耶邦方面作战，下辖东北军区、东部军区、三角军区、东部中央军区。该单位成立于1979年6月1日。

## 历任局长
1. 丁盛将军
2. 钦貌觉将军
3. 敏伦将军
4. 奇穗中将
5. 昂推中将
6. 敏昂莱中将[2]
7. 昂丹突中将[3]
8. 雅毕（英语：Yar Pyae）中将[1]
9. 丹吞乌中将
10. 牟敏吞（英语：Moe Myint Tun）中将
11. 钦莱中将
12. 昂昂中将
13. 乃乃乌中将
14. 尼林昂（英语：Ni Lin Aung）中将